# (5863) Tara
(5863) Tara es un asteroide que forma parte de los asteroides Amor, es decir, cualquiera de los asteroides con una órbita que contenga totalmente a la terrestre y que tenga un perihelio menor de 1,3 ua, descubierto el 7 de septiembre de 1983 por Carolyn Shoemaker y por su esposo que también era astrónomo Eugene Shoemaker desde el Observatorio del Monte Palomar, Estados Unidos.

## Designación y nombre
Designado provisionalmente como a 1983 RB. Fue nombrado Tara en homenaje a la diosa Tara, perteneciente a la mitología hindú, es denominada la «madre de la liberación»  representa las virtudes del éxito en el trabajo y en las hazañas.

## Características orbitales
Tara está situado a una distancia media del Sol de 2,221 ua, pudiendo alejarse hasta 3,345 ua y acercarse hasta 1,097 ua. Su excentricidad es 0,505 y la inclinación orbital 19,49 grados. Emplea 1209,55 días en completar una órbita alrededor del Sol.

## Características físicas
La magnitud absoluta de Tara es 15,7. Tiene 1,345 km de diámetro y su albedo se estima en 0,488. 